# Brosma
Brosma (Brosme brosme) – gatunek morskiej ryby z rodziny dorszowatych (Gadidae). Jedyny przedstawiciel rodzaju Brosme.

## Taksonomia

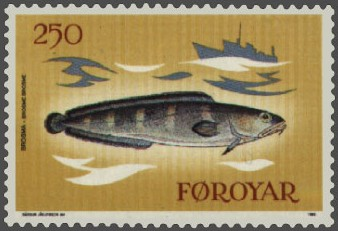
Brosma na znaczkach pocztowych

Gatunek po raz pierwszy naukowo opisał Peder Ascanius w 1772 z Danii pod nazwą Gadus brosme, w pracy zatytułowanej Icones rerum naturalium, ou figures enluminées d'histoire naturelle du Nord. Z rodzaju Gadus brosma przeniesiona została do Trisopterus, a następnie do Brosme.

## Rozmieszczenie i środowisko
Występuje w północnym Atlantyku – w zachodniej jego części od amerykańskiej New Jersey do kanadyjskiej Nowej Fundlandii, we wschodniej od Wysp Brytyjskich wzdłuż wybrzeża Półwyspu Skandynawskiego po Murmańsk. Zasięg występowania B. brosme zamyka się w obszarze 83°N–37°N, 75°W–57°E, obejmując wody Danii (w tym jej terytoriów – Wysp Owczych i Grenlandii, a także cieśnin duńskich – Skagerrak i Kattegat), Szwecji, Norwegii (w tym Svalbardu), Wielkiej Brytanii, Irlandii, Islandii, Rosji, Kanady i Stanów Zjednoczonych. W podziale na regiony rybołówstwa FAO (ang. FAO Major Fishing Areas) gatunek notowany w regionach północno-wschodniego Atlantyku (27) i północno-zachodniego Atlantyku (21).
Jest rybą denną, bytującą nad skalistym, żwirowym lub kamienistym dnem, z reguły trzymającą się z dala od brzegu, oceanodromiczną. Występuje na głębokościach od 18 do 1000 m, zwykle na stoku kontynentalnym (od około 150 do 450 m w północno-wschodnim Atlantyku oraz od kilkunastu do 550 m w północno-zachodnim), w wodach o temperaturze 0–10 °C. Występuje samotnie bądź w małych ławicach.

## Morfologia

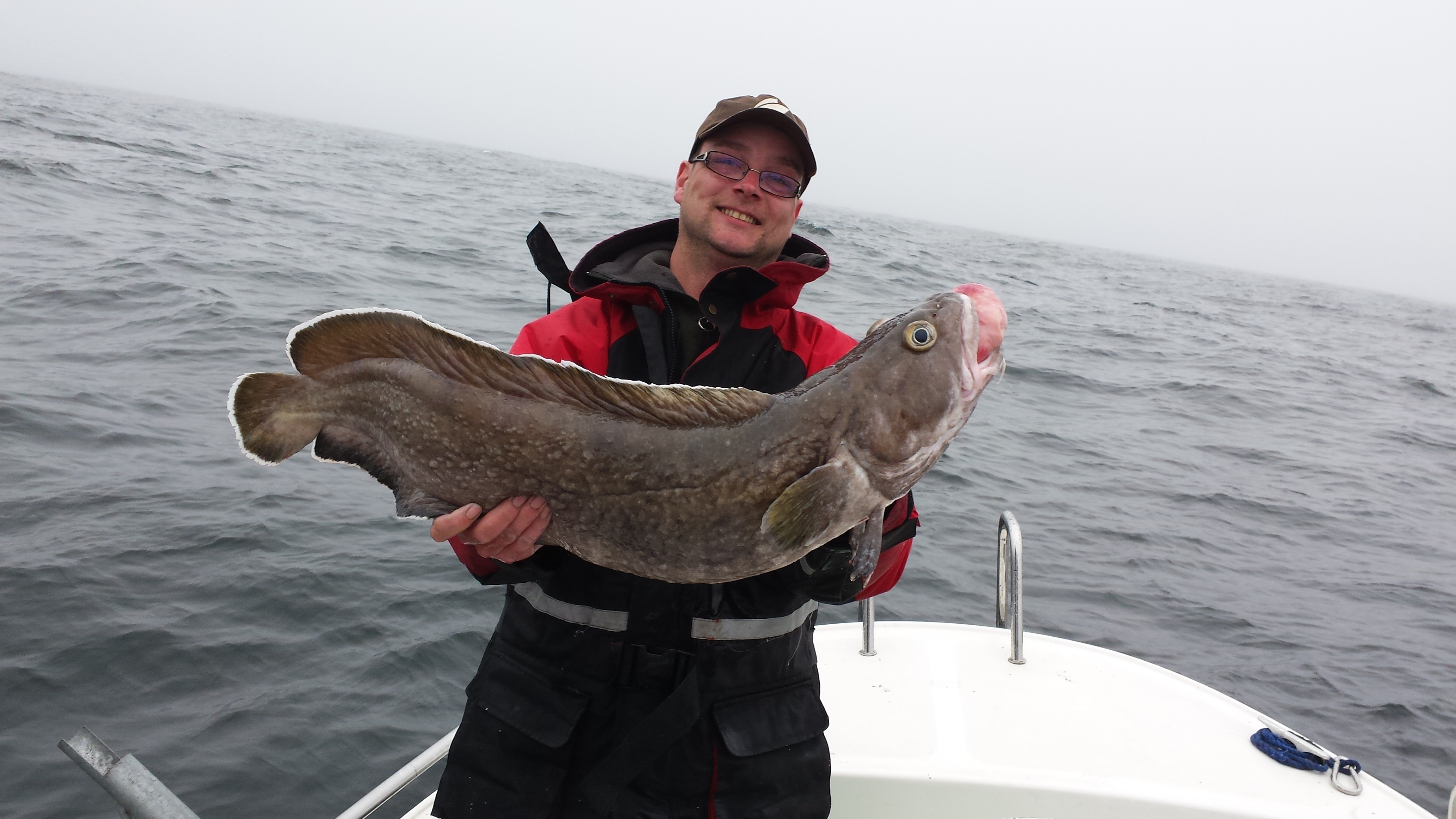
Na zdjęciu widoczne wyraźne białe obrzeżenie płetw brosmy

Ciało wydłużone, pokryte grubą skórą z niewielkimi łuskami, osiągające do 120 cm długości całkowitej, zazwyczaj około 50 cm. Wymiary przykładowego osobnika (58 cm TL) w odniesieniu do długości całkowitej: długość standardowa – 94,6%, długość ogonowa – 100%, długość przedanalna – 52,0%, długość przedgrzbietowa – 26,6%, długość przedbrzuszna – 19,1%, długość przedpiersiowa – 22,3%, głębokość ciała – 21,7%, długość głowy – 21,2%, średnica oka – 16,7% długości głowy. Maksymalna odnotowana masa ciała wynosiła 30 kg, przeciętnie 2–10 kg. Ma jedną długą płetwę grzbietową z 93–103 promieniami miękkimi i jedną odbytową, długą, acz krótszą od grzbietowej, z 62–75 promieniami miękkimi. Zarówno płetwa grzbietowa, jak i odbytowa łączą się z zaokrągloną płetwą ogonową. Płetwa tłuszczowa nie występuje. Kręgosłup jest zbudowany z 64–67 kręgów. Na podbródku obecny dość duży wąsik, nieco dłuższy bądź równy długości średnicy oka. Szczęka górna lekko wysunięta w stosunku do szczęki dolnej lub obie równe, usta duże, zęby ostre. Ubarwienie ciała zmienne, na grzbiecie ciemnoczerwonobrązowe lub ciemnozielonobrązowe, na brzuchu jaśniejsze. Młode osobniki mogą mieć sześć żółtych, poprzecznych pasów. Płetwy odbytowa i grzbietowa z biało obrzeżoną czarną krawędzią zewnętrzną.

## Rozród
Dojrzewa płciowo przy długości 40–50 cm i wieku wynoszącym 8–10 lat. Tarło przypada na okres od kwietnia do czerwca, z reguły na głębokości od 200 do 500 m (40–400 m, zazwyczaj 100–200 m według innych źródeł), przy temperaturze wody 6–9 °C. Najważniejsze tarliska są zlokalizowane na północ i zachód od Szkocji, na południowy zachód od Islandii, a także w wodach opływających Wyspy Owcze. Samica składa około 2 mln ziaren gładkiej, okrągłej, pelagicznej, pomarańczowej lub czerwonej ikry o średnicy 1,3–1,5 mm. Maksymalny odnotowany wiek brosmy – 20 lat.

## Pokarm

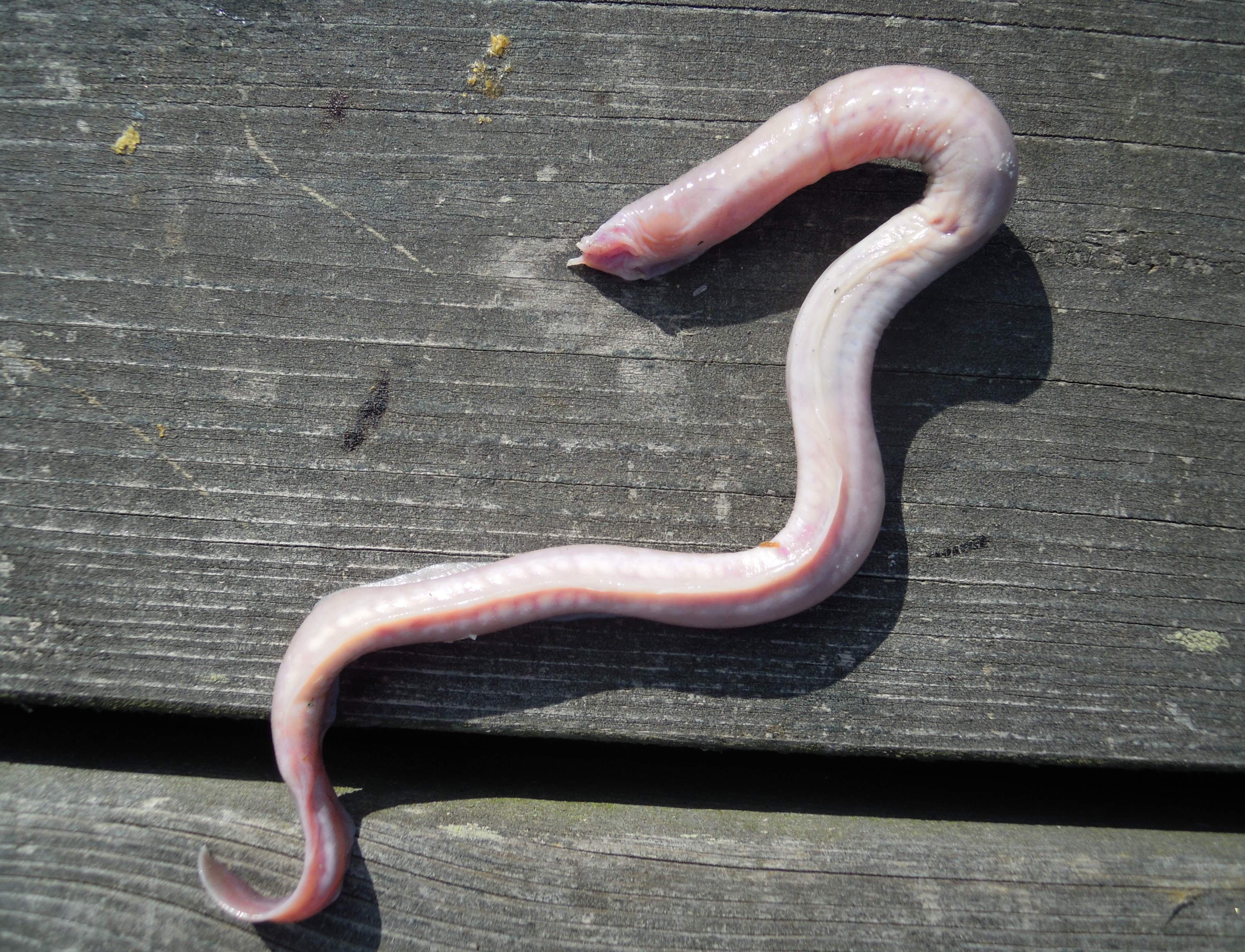
Śluzica pospolita – jeden ze składników diety brosmy

Brosmy prowadzą przydenny tryb życia. Żywią się skorupiakami (w tym krewetkami – Pontophilus norvegicus, i miękkoodwłokowcami – Munida sarsi, rakowcami), rozgwiazdami, mniejszymi rybami (flądrokształtnymi, kurkowatymi, dorszowatymi, np. błękitkiem), a także śluzicami, np. śluzicą pospolitą. Same stanowią pokarm fok i innych ryb, m.in. płaszczki gwiaździstej, Lepophidium profundorum i Scophthalmus aquosus.

## Znaczenie gospodarcze
Brosma jest wykorzystywana gospodarczo. Jest jedną z ważniejszych europejskich ryb konsumpcyjnych. Sprzedawana na świeżo, w postaci mrożonych filetów lub słonych, suszonych kawałków. Nadaje się do gotowania na parze, smażenia, pieczenia. Ma smaczne i tłuste mięso, w smaku przypominające mięso homara. Z wątroby brosmy pozyskuje się tran, zawierający znaczne ilości witamin A i D.